# مهشید منوچهری
الگو:زندگی‌نامهٔ فرد
مهشید منوچهری (زادهٔ ۱۲ شهریور ۱۳۶۷، یزد) کوچ سلامت و نیک‌زیستی ایرانی است که در حوزهٔ توسعه فردی، کوچینگ و راهبری زندگی فعالیت دارد. او مدرک سطح یک کوچینگ فنی‌حرفه‌ای را دریافت کرده و در حال دریافت مدرک سطح دو از دانشگاهی معتبر در کانادا است.

## زندگی‌نامه
مهشید منوچهری در خانواده‌ای چهار نفره در یزد متولد شد و فرزند سوم خانواده است. او دو خواهر و یک برادر دارد. از همان دوران نوجوانی به تحصیل علاقه‌مند بود و دبیرستان خود را در رشتهٔ ریاضی گذراند. پس از آن، کارشناسی رشتهٔ فیزیک حالت جامد را در دانشگاه یزد به پایان رساند و دروس مربوط به مقطع ارشد در رشته‌های مدیریت صنعتی و روان‌شناسی را نیز گذرانده است، اما به دلیل ازدواج در ۲۱ سالگی، در امتحانات ارشد شرکت نکرد.

## زندگی شخصی
مهشید متأهل است و دارای دو فرزند، یک دختر ۱۲ ساله به نام پریا و یک پسر ۸ ساله به نام آریا می‌باشد. زندگی مشترک موفقی دارد و ویژگی‌های شخصیتی او شامل احساسات قوی، اعتماد به افراد به مرور زمان، و علاقه به عشق و محبت است.

## مسیر شغلی
او پس از اتمام تحصیلاتش در حوزه‌های مختلف فعالیت کرد، از جمله:
- بازاریابی حرفه‌ای بیمه ایران
- تدریس فیزیک

با وجود تجربه‌های متنوع، تمرکز اصلی خود را بر کوچینگ و توسعه فردی گذاشت.

## فعالیت‌های کوچینگ
مهشید منوچهری از دو سال و نیم پیش وارد حوزهٔ کوچینگ شد و هم‌اکنون کوچ سلامت و نیک‌زیستی است. او مدتی به عنوان پشتیبان دانش‌پذیران فعالیت داشت و در حال حاضر به پذیرش مراجع می‌پردازد و مسیر حرفه‌ای خود را برای پیشرفت ادامه می‌دهد.

## تحصیلات
- کارشناسی فیزیک حالت جامد، دانشگاه یزد
- گذراندن دروس ارشد مدیریت صنعتی و روان‌شناسی (بدون شرکت در امتحان ارشد)
- مدرک سطح یک کوچینگ فنی‌حرفه‌ای
- در حال دریافت مدرک سطح دو کوچینگ از دانشگاه معتبر کانادا